# Chavanges
Chavanges település Franciaországban, Aube megyében. Lakosainak száma 580 fő (2022. január 1.). Chavanges Arrembécourt, Courcelles-sur-Voire, Joncreuil, Lentilles, Montmorency-Beaufort, Pars-lès-Chavanges, Villeret és Margerie-Hancourt községekkel határos.

## Népesség
A település népessége az elmúlt években az alábbi módon változott:
| Lakosok száma | 818  | 695  | 728  | 667  | 597  | 604  | 591  | 588  | 593  | 580  |
|               | 1968 | 1982 | 1990 | 2006 | 2013 | 2015 | 2017 | 2019 | 2020 | 2022 |